# Unterstützungsbereich
Der Unterstützungsbereich (UstgBer) ist ein am 1. Oktober 2024 in Dienst gestellter militärischer Organisationsbereich der Bundeswehr, in dem Streitkräftebasis, Zentraler Sanitätsdienst der Bundeswehr und weitere Dienststellen zum 1. April 2025 aufgegangen sind. Er wird von Generalleutnant Gerald Funke geführt.

## Gliederung
Der Unterstützungsbereich ist dem Stellvertreter des Generalinspekteurs der Bundeswehr unterstellt. Er besteht aus dem Unterstützungskommando der Bundeswehr und dem ihm truppendienstlich unterstellten Bereich. Der Unterstützungsbereich ist in nachfolgende Fähigkeitskommandos organisiert: der  Sanitätsdienst, die Logistik, die ABC-Abwehr, das Feldjägerwesen mit Wachbataillon, die Zivil-militärische Zusammenarbeit.

## Auftrag
Bei den Fähigkeitskommandos liegen Führung, Ausbildung, Weiterentwicklung in einer Hand. Ihre Zusammenfassung im Unterstützungsbereich hat zum Ziel, sie von rein querschnittlichen Aufgaben zu entlasten und ihre Unterstützung im gesamten Einsatzspektrum auftragsgerecht und der operativen Planung folgend den Teilstreitkräften bereitzustellen. Neben den Fähigkeiten werden im Unterstützungsbereich auch Dienststellen mit Streitkräftegemeinsamen Aufgaben zusammengeführt. Im Zentralen Sanitätsdienst, den Fähigkeitskommandos und Dienststellen wird die Verantwortung für die Bereitstellung von einsatzbereiten Kräften wahrgenommen.

## Geschichte
Am 4. April 2024 gab das Bundesministerium der Verteidigung (BMVg) bekannt, dass die Streitkräftebasis und der Zentrale Sanitätsdienst der Bundeswehr im neuen Unterstützungsbereich aufgehen. Ihm wird auch das bislang direkt vom BMVg geführte Planungsamt der Bundeswehr unterstellt werden. Im Osnabrücker Erlass, der am 1. Mai 2024 in Kraft trat, ist die Stellung des Unterstützungsbereichs geregelt.
Am 1. Oktober 2024 wurde der Unterstützungsbereich offiziell in Bonn in Dienst gestellt. Der Aufstellungsappell soll am 29. April 2025 stattfinden.

## Unterstellte Truppenteile
Zum 1. April 2025 wurden folgende Truppenteile dem Unterstützungsbereich unterstellt:
- Unterstützungskommando der Bundeswehr
  -  ABC-Abwehrkommando der Bundeswehr
  -  Bundesakademie für Sicherheitspolitik
  -   Deutscher Militärischer Vertreter im Militärausschuss der NATO und EU (DMV MC/NATO und EU)
  -  Joint Support and Enabling Command (Deutscher Anteil)
  -  Kommando Feldjäger der Bundeswehr
  -  Kommando Gesundheitsversorgung der Bundeswehr
  -  Kommando Zivil-Militärische Zusammenarbeit
  -  Logistikkommando der Bundeswehr
  -  Multinationales Kommando Operative Führung
  -  Planungsamt der Bundeswehr
  -  Streitkräfteamt

## Liste der Befehlshaber
| Nr. | Name                         | Beginn       | Ende |
| --- | ---------------------------- | ------------ | ---- |
| 1   | Generalleutnant Gerald Funke | 1. Okt. 2024 |      |